# لاله ۱۰۹۵
سیارک ۱۰۹۵ (به انگلیسی: 1095 Tulipa، نامگذاری:1926GS) هزار و نود و پنجمین سیارک کشف شده‌است که در ۱۴ آوریل ۱۹۲۶ و در هایدلبرگ کشف شد.
قدر مطلق سیارک برابر ۱۰٫۴۲ است.